# Zacharie Konkwe
Zacharie Konkwe (Leopoldstad, 9 januari 1943) is een gewezen Congolese voetballer. Hij speelde meer dan 10 jaar in België. Het bekendst werd hij als invaller bij RSC Anderlecht, met wie hij twee keer landskampioen werd in de jaren 60.

## Carrière
Zacharie Konkwe begon zijn carrière in Belgisch-Congo bij de jeugd van Olympic OC. In 1960 trok de 17-jarige flankaanvaller naar België, waar hij zich aansloot bij vierdeklasser Excelsior Virton en landgenoot Emile Kabolé terugvond. Na drie seizoenen volgde een transfer naar RSC Anderlecht. De club betaalde 800.000 BEF (zo'n €20.000) voor hem. In Anderlecht kwam de jonge Congolees terecht in het elftal van trainer Pierre Sinibaldi en werd hij een ploegmaat van onder meer Paul Van Himst, Jef Jurion, Johan Devrindt, Wilfried Puis en Maurice Martens.
Veel speelkansen kreeg Konkwe niet bij Anderlecht, met wie hij in 1964 en 1965 landskampioen werd. In 1965 veroverde hij met paars-wit ook de Beker van België. In de finale nam Anderlecht het op tegen de rivalen van Standard Luik. Konkwe speelde de hele wedstrijd en zag hoe Anderlecht uiteindelijk na verlengingen met 3-2 won. Het was de eerste Beker uit de geschiedenis van de club.
In 1967 verhuisde Konkwe voor één seizoen naar derdeklasser RA Marchiennoise des Sports. De volgende twee jaar speelde hij voor reeksgenoten Eendracht Aalst en CS La Forestoise. Zijn spelersloopbaan sloot hij in de jaren 70 af bij vierdeklasser FC Liedekerke.